# NGC 977
NGC 977 (другие обозначения — MCG −2-7-31, PGC 9713) — спиральная галактика (Sa) в созвездии Кит.
Этот объект входит в число перечисленных в оригинальной редакции «Нового общего каталога».
С этой галактикой связывают вспышку сверхновой звезды SN 1976J типа Ia. Её пиковая видимая звёздная величина составила 16,3.
Галактика входит в скопление LDC 177 и HDC 156
Галактика NGC 977 входит в состав группы галактик NGC 945. Помимо NGC 977 в группу также входят NGC 945, NGC 948, NGC 950, MGC -2-7-20, MGC -2-7-32 и MGC -2-7-33.